# 德里高等法院
德里高等法院（Delhi High Court）是印度一家位於德里的高等法院，成立于1966年10月31日。德里高等法院成立时有四名法官，包括首席法官K. S. Hegde、法官I. D. Dua、法官H. R. Khanna和法官S. K. Kapur。截至2021年，高等法院的核定编制为45名常任法官和15名額外法官。